# Хіроно (Фукусіма)

37°12′52″ пн. ш. 140°59′41″ сх. д. / 37.21444° пн. ш. 140.99472° сх. д.
Хіро́но (яп. 広野町, ひろのまち, МФА: [çiɾono mat͡ɕi̥]) — містечко в Японії, в повіті Футаба префектури Фукусіма. Станом на 1 жовтня 2008 площа містечка становила 58,39 км². Станом на 1 січня 2009 населення містечка становило 5412 осіб.